# Franz Richter (poslanec Říšského sněmu)
Franz Richter (11. dubna 1800 Labau – 3. května 1859) byl rakouský právník a politik německé národnosti z Čech, během revolučního roku 1848 poslanec Říšského sněmu.

## Biografie
Roku 1849 se uvádí jako Dr. Franz Richter, dvorní a soudní advokát ve Vídni.
Během revolučního roku 1848 se zapojil do veřejného dění. Ve volbách roku 1848 byl zvolen na ústavodárný Říšský sněm. Zastupoval volební obvod Česká Lípa. Tehdy se uváděl coby dvorní a soudní advokát. Řadil se k sněmovní levici.